# Хайнрих XIV Ройс-Грайц
Хайнрих XIV Ройс-Грайц (на немски: Heinrich XIV Fürst Reuss-Greiz; * 6 ноември 1749, Грайц; † 12 декември 1799, Берлин) от „старата линия“ на Дом Ройс, е княз на Ройс-Грайц, австрийски посланик в Берлин, Прусия, и императорски фелдмаршал.

## Биография
Той е по-малък син на първия княз от „старата линия“ Хайнрих XI Ройс (1722 – 1800) и първата му съпруга графиня Конрадина Елеонора Изабела Ройс-Кьостриц (1719 – 1770), дъщеря на граф Хайнрих XXIV Ройс-Кьостриц (1681 – 1748) и фрайин Мария Елеонора Емма фон Промниц-Дитерсбах (1688 – 1776).
Хайнрих XI се жени втори път 1770 г. за графиня Александрина фон Лайнинген-Дагсбург-Фалкенбург (1732 – 1809). На 12 май 1778 г. баща му е издигнат на имперски княз като „княз на Ройс цу Грайц“.
Хайнрих XIV е, заедно с братята си Хайнрих XIII (1747 – 1817) и Хайнрих XV (1751 – 1825), на австрийска служба. Най-големият му брат Хайнрих XIII става управляващ княз на Ройс-Грайц.
Заради отличните контакти на фамилията му с императорската фамилия Хайнрих XIV става фелдмаршал-лейтенант и австрийски посланик в Прусия. Той посещава салона на баронеса Сара фон Гротхус (1763 – 1828) в Берлин и се запознава с нейната сестра, Мариана/Мария Анна Майер (1775 – 1812). Духовният водач Мозес Менделсон е близък приятел на нейната фамилия. Той се жени за нея тайно и неподходящо по произход през 1797 г. в Кьонигсбрюк. След смъртта му император Франц II ѝ дава титлата „Фрау фон Айбенберг“. Тя по-късно става добра приятелка с Йохан Волфганг фон Гьоте.
Хайнрих XIV умира на 12 декември 1799 г. на 49 години в Берлин и е погребан там.

## Фамилия
Хайнрих XIV се жени (морг.) на 20 юни 1797 г. в Кьонигсбрюк близо до Дрезден за Мариана/Мария Анна Майер (* 1775/1776, Берлин; † 26 юни 1812, Виена), която е направена на Фрау фон Айбенберг, дъщеря на банкера евреин Арон Мозес Майер († 22 юни 1795) и Рьозел Файтел Ефрайм (* 1738, Берлин; † 31 януари 1803, Берлин). Бракът е бездетен.